# Riley (cratère)
Riley est un cratère de Vénus. Il a 25 kilomètres de diamètre.